# Буркина Фасо на Олимпијским играма
Буркина Фасо се први пут појавила на Олимпијским играма 1972. године под именом Горња Волта. Пауза у учествовању је направљена до 1988. године када је своје спортисте послала под новим именом државе Буркина Фасо, и од тада их је слала на све наредне Летње олимпијске игре.
На Зимским олимпијским играма Буркина Фасо никада није слала своје представнике. Представници Буркине Фасо закључно са Олимпијским играма одржаним 2020. године у Токију су освојили једну олимпијску медаљу.
Национални олимпијски комитет Буркине Фасо (Comité National Olympique et des Sports Burkinabè) је основан 1965. а признат од стране Међународног олимпијског комитета 1972. године.

## Медаље

### Освајачи медаља на ЛОИ
| Медаља | Име(на)         | Игре       | Спорт    | Дисциплина |
| ------ | --------------- | ---------- | -------- | ---------- |
| Бронза | Уг Фабрис Занго | 2020 Токио | Атлетика | троскок    |

### Освојене медаље на ЛОИ
| Учешће и освојене медаље Боцване на ЛОИ |                               |                               |                               |                               |                               |                               |                               |                               |                               |                               |
| ЛОИ                                     | Носилац заставе               | Учешће                        | Муш.                          | Жене                          | спорт                         | Злато                         | Сребро                        | Бронза                        | Укупно                        | Пласман                       |
| 1972 Минхен                             |                               | 1                             | 1                             | 0                             | 1                             | 0                             | 0                             | 0                             | 0                             | -                             |
| 1976 Монтреал                           | Буркина Фасо није учествовала | Буркина Фасо није учествовала | Буркина Фасо није учествовала | Буркина Фасо није учествовала | Буркина Фасо није учествовала | Буркина Фасо није учествовала | Буркина Фасо није учествовала | Буркина Фасо није учествовала | Буркина Фасо није учествовала | Буркина Фасо није учествовала |
| 1980 Москва                             | Буркина Фасо није учествовала | Буркина Фасо није учествовала | Буркина Фасо није учествовала | Буркина Фасо није учествовала | Буркина Фасо није учествовала | Буркина Фасо није учествовала | Буркина Фасо није учествовала | Буркина Фасо није учествовала | Буркина Фасо није учествовала | Буркина Фасо није учествовала |
| 1984 Лос Анђелес                        | Буркина Фасо није учествовала | Буркина Фасо није учествовала | Буркина Фасо није учествовала | Буркина Фасо није учествовала | Буркина Фасо није учествовала | Буркина Фасо није учествовала | Буркина Фасо није учествовала | Буркина Фасо није учествовала | Буркина Фасо није учествовала | Буркина Фасо није учествовала |
| 1988 Сеул                               |                               | 6                             | 5                             | 1                             | 2                             | 0                             | 0                             | 0                             | 0                             | -                             |
| 1992 Барселона                          |                               | 4                             | 4                             | 0                             | 2                             | 0                             | 0                             | 0                             | 0                             | -                             |
| 1996 Атланта                            | Franck Zio                    | 7                             | 7                             | 0                             | 2                             | 0                             | 0                             | 0                             | 0                             | —                             |
| 2000 Сиднеј                             | Сара Тонде                    | 4                             | 3                             | 1                             | 3                             | 0                             | 0                             | 0                             | 0                             | —                             |
| 2004 Атина                              | Mamadou Ouedraogo             | 5                             | 3                             | 2                             | 3                             | 0                             | 0                             | 0                             | 0                             | —                             |
| 2008 Пекинг                             | Ајсата Сулама                 | 6                             | 3                             | 3                             | 4                             | 0                             | 0                             | 0                             | 0                             | —                             |
| 2012 Лондон                             | Severine Nebie                | 5                             | 2                             | 3                             | 3                             | 0                             | 0                             | 0                             | 0                             | —                             |
| 2016. Рио де Жанеиро                    |                               |                               |                               |                               |                               |                               |                               |                               |                               |                               |
| 2020. Токио                             |                               |                               |                               |                               |                               |                               |                               |                               |                               |                               |
| 2024. Париз                             |                               |                               |                               |                               |                               |                               |                               |                               |                               |                               |
| 2028. Лос Анђелес                       | предстојећи догађај           |                               |                               |                               |                               |                               |                               |                               |                               |                               |
| 2032. Бризбејн                          | предстојећи догађај           |                               |                               |                               |                               |                               |                               |                               |                               |                               |
| Укупно 8 (11)                           |                               | 38                            | 28                            | 10                            |                               | 0                             | 0                             | 0                             | 0                             |                               |

### Преглед учешћа спортиста и освојених медаља Буркине Фасо по спортовима на ЛОИ
Стање после ЛОИ 2012.
| Спорт      | Период | Период   | Укупно | Мушки | Жене |   |   |   |   |
| Спорт      | Прво   | Последње | Укупно | Мушки | Жене |   |   |   |   |
| ---------- | ------ | -------- | ------ | ----- | ---- | - | - | - | - |
| Атлетика   | 1972   | 2012     | 15     | 9     | 6    | 0 | 0 | 0 | 0 |
| Бокс       | 1988   | 2000     | 4      | 4     | 0    | 0 | 0 | 0 | 0 |
| Мачевање   | 2008   | 2008     | 1      | 1     | 0    | 0 | 0 | 0 | 0 |
| Пливање    | 1992   | 2012     | 5      | 3     | 2    | 0 | 0 | 0 | 0 |
| Џудо       | 1980   | 2012     | 4      | 2     | 2    | 0 | 0 | 0 | 0 |
| Укупно (5) |        |          | 29     | 19    | 10   | 0 | 0 | 0 | 0 |

Разлика у горње две табеле од 9 учесника (9 мушкараца) настала је у овој табели јер је сваки спортиста без обриза колико је пута учествовао на играма и у колико разних дисциплина и спортова на истим играма рачунат само једном.

## Занимљивости
- Најмлађи учесник: Сара Тонде, 16 година и 330 дана Сиднеј 2012. стлетика
- Најстарији учесник: Mamadou Ouedraogo, 37 година и 82 дана Атина 2004. пливање
- Највише учешћа: Идриса Сану, 3 учешћа (2000, 2004, 2008)
- Највише медаља: 1
- Прва медаља: Токио 2020.
- Прво злато: -
- Најбољи пласман на ЛОИ: -
- Најбољи пласман на ЗОИ: -